# Milan Galvas
Milan Galvas (21. dubna 1949 Opava – 19. ledna 2022 Brno) byl český právník, odborník na pracovní právo a právo sociálního zabezpečení. Byl docentem katedry pracovního práva a sociálního zabezpečení na Právnické fakultě Masarykovy univerzity
V roce 1975 absolvoval Právnickou fakultu Univerzity Jana Evangelisty Purkyně v Brně (dnešní Masarykova univerzita), kde začal následně působit jako odborný asistent, specializující se na oblast pracovního práva, a kde o dva roky později získal titul doktora práv. Roku 1983 získal na Právnické fakultě Univerzity Komenského v Bratislavě vědeckou hodnost kandidáta věd a roku 1995 se na brněnské právnické fakultě habilitoval. Je autorem řady odborných monografií, učebnic a článků.
Kromě svých akademických aktivit působil od roku 1993 až do 2008 jako asistent postupně tří soudců Ústavního soudu, Vladimíra Jurky, Miloslava Výborného a Vojena Güttlera, poté se stal členem Legislativní rady vlády. V roce 2004 jej prezident Václav Klaus hodlal jmenovat soudcem Ústavního soudu, nezískal k tomu však potřebný souhlas Senátu.
Zemřel v lednu 2022 ve věku 72 let.